# Arctium ambiguum
Arctium ambiguum là một loài thực vật có hoa trong họ Cúc. Loài này được (Čelak.) Nyman mô tả khoa học đầu tiên năm 1889.